# Perizoma mundata
Perizoma mundata är en fjärilsart som beskrevs av Stanislaus Klemensiewicz 1913. Perizoma mundata ingår i släktet Perizoma och familjen mätare. Inga underarter finns listade i Catalogue of Life.